# Буроухий листонос
Буроу́хий листоно́с (лат. Artibeus phaeotis) — вид летучих мышей семейства листоносых, обитающий в Центральной и Южной Америке.

## Описание
Длина тела от 47 до 59 мм, длина предплечья от 35 до 40 мм, длина стопы от 9 до 12 мм, длина ушей от 14 до 18 мм, масса до 15 г.
Шерсть короткая и гладкая. Спина от коричневого до серого цвета, брюхо немного светлее. Кожаная перепонка чёрного цвета. Морда короткая и широкая. Нос хорошо развит, имеет листовидную форму. Имеются две светлые полосы по обеим сторонам морды. Уши среднего размера, округлые, светло-коричневые с жёлтой или белой окантовкой. Хвост отсутствует.
Кариотип 2n = 30 (самки) 31 (самцы), FN = 56.

## Распространение
Ареал вида охватывает территорию следующих стран: Белиз, Бразилия, Колумбия, Коста-Рика, Эквадор, Сальвадор, Гватемала, Гайана, Гондурас, Мексика, Никарагуа, Панама, Перу, Венесуэла. Обитает в низменных вечнозелёных и лиственных лесах на высоте до 1200 метров над уровнем моря. Встречается во вторичных лесах, и нарушенных местообитаниях.

## Образ жизни
Плодоядные, но иногда потребляют в пищу пыльцу и насекомых. Ведут ночной образ жизни. Днём укрываются под листьями банана и пальм, а также в пещерах и тоннелях. Пики появления детёнышей приходятся на апрель и сентябрь.